# Белуджистанский тушканчик
Белуджистанский тушканчик (лат. Salpingotulus michaelis) — азиатский грызун из семейства тушканчиковых. Считался принадлежащим к роду Salpingotus, но с 2005 года рассматривается как единственный вид отдельного рода; тем не менее часть источников продолжает причислять его к роду Salpingotus. Эндемик Пакистана (однако если верно предположение о синонимичности с видом Salpingotus thomasi, то также обитает в Афганистане).

## Внешний вид и образ жизни
Белуджистанский тушканчик — мелкий грызун. Книга рекордов Гиннесса называет его одним из самых маленьких грызунов в мире наряду с северным карликовым хомячком Baiomys taylori: у обоих видов длина тела от носа до основания хвоста составляет всего 3,6 см, а длина хвоста — 7,2 см. Несмотря на размеры, белуджистанский тушканчик может совершать прыжки почти на три метра в длину, используя мощные задние ноги для толчка и длинный хвост в качестве балансира.
Образ жизни белуджистанского тушканчика мало изучен. Известно, что это травоядные, преимущественно ночные, стайные животные, живущие неплотно расположенными колониями.

## Ареал и охранный статус
Существующие источники ограничивают подтверждённый ареал белуджистанского тушканчика Пакистаном, однако если верно предположение о синонимичности с видом Salpingotus thomasi, то он также обитает в Афганистане. Представители этого вида встречаются на высотах от 1000 до 1600 метров над уровнем моря, предпочитая подвижные песчаные дюны или гравийные площадки, но не пустыни.
Охранный статус вида остаётся невыясненным, хотя отдельные источники указывают, что угроза его существованию является наименьшей. Для выяснения как области распространения, так и реальной численности и угроз существованию вида необходимы дальнейшие исследования не только в Пакистане, но и в других странах Южной Азии.